# Matthias Grünewald

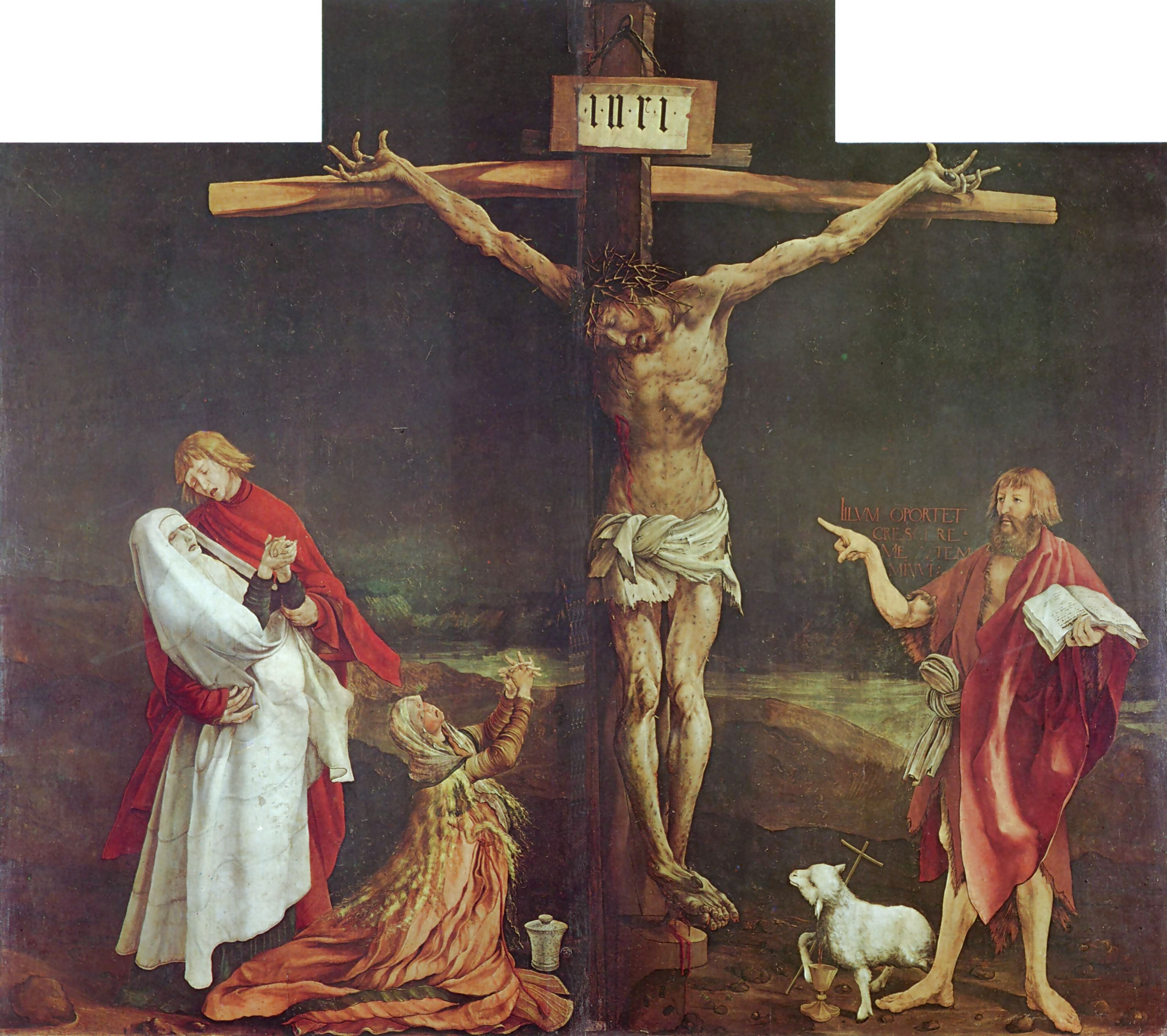
Matthias Grünewald – ”Korsfästelsen”, Isenheimaltaret (cirka 1515). Musée d'Unterlinden, Colmar

Matthias Grünewald (sannolikt Mathis Nithart), född 1475 eller 1480 i Würzburg, död 31 augusti 1528 i Halle, var en tysk målare.
Inte mycket är med säkerhet känt om Grünewald, trots att han, enligt konsthistorikern Ernst Gombrich, är ”den ende tyske konstnär som ifråga om storhet och konstnärlig kraft kan jämföras med Albrecht Dürer”. Man har länge varit osäker på precis när han föddes. De första konsthistorikerna som tog sig an uppgiften att skapa en kronologi förlade födelsen till någon gång mellan 1455 och 1460, men sedan 1970-talet har alltfler gått över till att tro att Grünewald föddes före 1483. Namnet, under vilket han är bekant, gavs honom något godtyckligt av Joachim von Sandrart (1606–1688), som återupptäckte hans verk efter nästan ett helt sekel av glömska och skrev om det i sin Teutsche Academie der Edlen Bau-, Bild- und Mahlereykünste från 1675.
Den första målning som med relativ säkerhet kan dateras är Kristi begabbelse (Alte Pinakothek, München) från 1503. Grünewald signerade sina målningar på olika vis – MGN med G:et i M:et och N:et på sned, MGN med G och M ovanpå varandra och MG med G:et i M:et. Detta har bidragit till förvirringen beträffande hans namn. Hette han Gothart, ”den fromme”, eller Neithart, ett gammalt ursprungligen frankiskt mansnamn, senare tyskt efternamn? Eller var Neithart hans hustrus flicknamn? I kontraktet som han slöt som ingenjör med den unge ärkebiskopens av Mainz hov, Albrecht av Brandenburg (1490–1545), och i det med ärkebiskop Uriel von Gremmingen av Aschaffenburg, kallas han ömsom Gothart, ömsom Neithart.

## Skulptören Mathias Grün
Det fanns en samtida Mathias Grün (död 1532) som var skulptör, och många har ansett att detta kan ha varit den sanne Grünewald. Det finns dock inga skulpturer som med säkerhet kan tillskrivas Grünewald. Det skulpterade stycket av Isenheimaltaret utfördes av Nicolas de Haguenau och hans ateljé och kommer från 1480-talet, vilket framgår tydligt av stilen. Det är alltså inte särskilt troligt att Mathias Grün skulle vara identisk med den konstnär som kallas Grünewald.

## Datering och porträtt

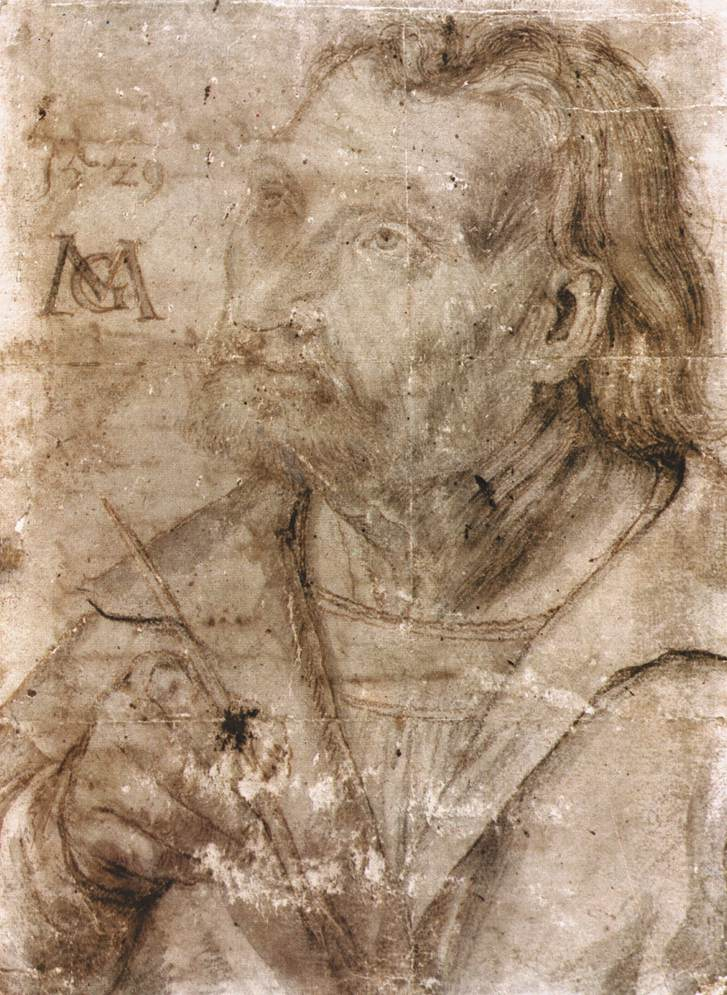
Porträtt av Johannes, som länge troddes vara ett självporträtt av Matthias Grünewald.

Alla datum som har lagts fram grundar sig på stilanalysen, samt även på den mycket komplicerade frågan om det förmodade självporträtt som finns i Stockholm (av en ung, okänd konstnär), eller som kanske föreligger i hans framställning av S:t Sebastian på Isenheimaltaret. En avancerad undersökning visade 1974 att de två porträtten uppvisade till och med större likheter innan altaret avslutades. Det finns också en bild på Paulus på samma verk som kunde komma ifråga som självporträtt. De överensstämmer dock inte helt. Om det verkligen rör sig om självporträtt skulle Grünewald omkring 1515 antingen ha varit en brunhårig 30-åring med platt näsa eller en blond 50-åring med spetsig näsa – vilken är den rätta bilden? Problemet förenklas inte av att Sandrart illustrerar sin presentation av ”Matthias Grünewald” med båda porträtten under förevändningen att de föreställer konstnären som ung och som gammal.
Sandrart fick aldrig tillfälle att se altaret i Isenheim, däremot var han bekant med idag försvunna verk i Frankfurt och Mainz; hans ”Teutsche Academie” är dessutom en mycket fantasifull och bristfällig skrift, som inte desto mindre har varit konsthistorikernas enda källa under flera hundra år. Med tanke på att Grünewalds samtida kollega Dürer hade smak för självporträtt har man länge förutsatt att även mästaren från Isenheim hade infogat sitt porträtt, låt vara mera diskret, någonstans i sitt verk. Efter mycket sökande och spekulerande har man i våra dagar allmänt anammat Wilhelm Frängers uppfattning, bildad redan på 1930-talet, att Grünewald inte avbildade sig själv någonstans alls. Tesen får stöd av att han inte har lämnat en enda skriven rad efter sig, inte ens i brevform. Han var uppenbarligen av ett annat slag än Dürer.

## Isenheimaltaret
Omkring 1515 fick Grünewald sin största och mest betydelsefulla beställning av den italienske föreståndaren för klostret i Isenheim (södra Elsass), Guido Guersi. Ett antal år tidigare hade alltså Nicolas von Hagenau snidat ett altarskåp som man nu ville ha målade flyglar till. Inspirationen till Isenheimaltaret, som idag befinner sig i museet Unterlinden i Colmar (Frankrike), hämtade Grünewald främst i den heliga Birgittas syner från 1370-talet.
När Albrecht von Brandenburg hade blivit elector av Mainz fick Grünewald en beställning på vad som skulle bli ett av hans mest påkostade verk, Mötet mellan S:t Erasmus och S:t Maurice (Albrecht har lånat sina drag åt Erasmus). Bilden har som tema religiös debatt, vilket var mycket något mycket aktuellt i Tyskland i dessa sista år innan reformationen bröt ut.
Grünewald målade flera altartavlor för katedralen i Mainz, men dessa gick under med den svenska båt som var på väg hem med krigsbyte och kapsejsade i Östersjön.

## Frankfurt och Halle
Det är möjligt att det var Grünewalds sympati för bondeupproret 1525 som fick honom att lämna Albrechts tjänst 1526. De två sista åren av sitt liv tillbringade han i Frankfurt och Halle, som var välvilligt inställda till protestantismen. Han ägnade sig bland annat åt att överse Halles vattenverk. Efter Grünewalds död i augusti 1528 fann man lutherska traktat och texter bland hans efterlämnade papper.

## Efterlämnade verk
Mathias Grünewalds bevarade verk är relativt få – målningarna är inte fler än ett tiotal och teckningarna omkring 35. Konsthistoriker som Erwin Panofsky har studerat och kommenterat den andliga och stilistiska skillnad som tycks finnas mellan Grünewald och hans samtida landsmän – Albrecht Dürer, Albrecht Altdorfer, Hans Holbein den yngre och Lucas Cranach den äldre, för att bara nämna de viktigaste. Det går inte att förneka att konstnärer som Hans Baldung och Jörg Ratgeb har inspirerats av Grünewald. Men Grünewald lyckades inte bilda skola och verkar inte ha haft någon lärling i ordets gängse bemärkelse. Hans verk har alltid uppskattas, men han själv glömdes bort ganska snabbt efter sin död. När han var minst känd och förstådd, vid mitten av 1800-talet, betraktades han i Tyskland som en duktig imitatör av Dürer. Det var emellertid vid slutet att detta århundrade, när expressionismen kallade till uppror mot rationalism och naturalism, som han på nytt fann en beundrarskara. Han har utövat inflytande över ett antal expressionister från 1900-talet, samt även över Max Beckmann, Otto Dix, Picasso, Max Ernst och Francis Bacon.

## Eftermäle
Asteroiden 9645 Grünewald är uppkallad efter Matthias Grünewald.